# Willy Pingel
Willy Ernst Albert Pingel (* 14. Dezember 1907 in Malchow; † 26. Juni 1994 in Heidelberg) war ein deutscher Kunstbuchbinder.

## Leben
Willy Pingel war ein Sohn des Postassistenten Johann Joachim Friedrich Pingel in Malchow; der Kunsterzieher und Maler Friedrich-Franz Pingel war sein älterer Bruder. Nach einer Buchbinderlehre in Malchow besuchte Pingel 1934/35 die Staatliche Akademie für graphische Künste und Buchgewerbe in Leipzig und die Höhere Graphische Fachschule Berlin. 1935 bestand er in Leipzig die Meisterprüfung als Buchbinder. Bis zum Ende des Zweiten Weltkriegs war er in Leipzig tätig, dann verlegte er seine Werkstatt nach Heidelberg. Pingel war in Heidelberg naturgemäß im Umfeld der Universität tätig. Zu seinen großen Kunden gehörten jedoch Verlage wie der Insel Verlag, erst in Leipzig, dann in Wiesbaden, oder der S. Fischer Verlag in Frankfurt am Main sowie die Münchner Verlage Hanser und Prestel.
Er schuf für den Leipziger Insel-Verlag in Leder gebundene Klassiker-Ausgaben und widmete sich vor allem Ausgaben in kleiner Auflage mit kostbaren Einbänden, wie Albrecht Dürers Apokalypse und Eike von Repgows Heidelberger Bilderhandschrift des Sachsenspiegels. Auch die erste Faksimile-Ausgabe des Codex Manesse von 1925–27 erhielt ihren Einband in seiner Werkstatt. Beim Wettbewerb Die schönsten deutschen Bücher wurden 58 seiner Bücher ausgezeichnet. Bei der Internationalen Buchausstellung 1977 erhielt er für die Darmstädter Pessach-Haggadah eine Goldmedaille.